# مییوکی ایزومی
مییوکی ایزومی (ژاپنی: 泉 美幸؛ زادهٔ ۳۱ مهٔ ۱۹۷۵) بازیکن فوتبال اهل ژاپن است که در تیم ملی فوتبال زنان ژاپن بازی کرده‌است.